# Andrea Bianchi (regista)
Andrea Bianchi (Castel Gandolfo, 31 marzo 1925 – Nizza, 14 novembre 2013) è stato un regista italiano.

## Biografia
Controverso regista di genere, divenne famoso per aver diretto Edwige Fenech nel film Nude per l'assassino (1975) e per aver realizzato curiose commistioni tra film drammatici, horror e thriller. A partire dalla prima metà degli anni ottanta si dedicò quasi esclusivamente al cinema pornografico dirigendo molti film, talvolta particolarmente estremi. Nel 1989 realizzò invece, con lo pseudonimo Andrea White, un film thriller scegliendo come protagonista Pamela Prati (Io Gilda). 
Morì a Nizza all'età di 88 anni.

## Filmografia

### Filmografia tradizionale
- La tua presenza nuda! (1972)
- L'isola del tesoro (1972)
- Quelli che contano (1974)
- Basta con la guerra... facciamo l'amore (1974)
- Nude per l'assassino (1975)
- La moglie di mio padre (1976)
- Cara dolce nipote (1977)
- Moglie nuda e siciliana (1978)
- Malabimba (1979)
- Le notti del terrore (1981)
- Dolce pelle di Angela (1986)
- Maniac Killer (1987)
- Commando Mengele (1988)
- Frustrazione (1988)
- Io Gilda (1989)
- Massacre – film TV (1989)
- Qualcosa in più... (1989)
- Gioco di seduzione (1990)
- Formula 3 - I ragazzi dell'autodromo (1993)
- Bambola di carne (1995)

### Filmografia pornografica
- Altri desideri particolari (1982)
- Giochi carnali (1983)
- Aspettami sto venendo... (1984)
- Una novizia nel Porno Harem (1984)
- Fammi male amore mio (1984)
- Giochi erotici particolari (1984)
- Leccami Lucy (1985)
- Bocche calde - Sesso in condominio (1985)
- Apprendiste viziose (1985)
- Morbosamente vostra (1985)
- Marina e le sue voglie (1986)
- Il Set del piacere (1986)
- Ricordi di notte (1986)
- Altri desideri di Karin (1987)
- Orgia libera (1987)
- Sensi bollenti (1987)
- Katrine la bestia bionda (1987) sequenze addizionali per la versione italiana
- Teneri ma duri (1987)
- Racconti di donne (1988)
- Incontri in case private (1988)